# Harm van Riel
Harm van Riel (Hoofddorp, 18 februari 1907 – Den Haag, 13 december 1980) was een Nederlands politicus. Voor de VVD was hij jarenlang fractievoorzitter in de Eerste Kamer. In de jaren 60 en 70 was hij een van de voormannen van zijn partij. Hij wordt gezien als de ontdekker en politieke mentor van Hans Wiegel.

## Levensloop
Van Riel groeide op in Hoofddorp en Emmen, als zoon van een directeur van een postkantoor. Zijn moeder Henderika Smeenge was de dochter van de liberale staatsman Harm Smeenge en zelf voorzitster van de Bond voor Vrouwenkiesrecht. Van Riel ging al op zijn elfde naar het middelbaar onderwijs en was 16 jaar oud toen hij zich in 1923 inschreef aan de Rijksuniversiteit te Leiden. Aanvankelijk studeerde hij klassieke talen, maar binnen een jaar stapte hij over op de studie rechten.
In 1930 trad Van Riel in dienst van de bankiersfirma Mees & Zoonen. Pas na de Tweede Wereldoorlog werd hij politiek actief. Hij sloot zich aan bij de Partij van de Vrijheid, waar hij lid werd van het dagelijks bestuur. Nadat de Partij van de Vrijheid was opgegaan in de VVD werd hij vicevoorzitter van deze partij. Hij is altijd vrijgezel gebleven.

## Politieke loopbaan
In 1946 werd Van Riel gekozen in de Provinciale Staten van Zuid-Holland. Toen hij in 1954 gedeputeerde werd, koos hij definitief voor een politieke loopbaan en zei hij de bankwereld vaarwel. Tot 7 juli 1970 zou hij Statenlid en gedeputeerde blijven. In 1956 werd hij tevens gekozen in de Eerste Kamer. Van 24 maart 1959 tot zijn afscheid van het parlement in 1976 was hij fractievoorzitter namens zijn partij in de senaat. Bij de vorming van het kabinet-De Quay toonde hij ambitie voor de functie van minister van Defensie, maar hij werd door de liberale voorman Pieter Oud gepasseerd.
Van Riel kreeg landelijke bekendheid doordat hij met provocerende uitspraken herhaaldelijk de voorpagina's in de media haalde. Hij stond te boek als conservatief en anti-socialistisch. De tekenaar Opland tekende Van Riel altijd met een rond mondje waar precies een sigaar in paste.
Ook in eigen kring was hij niet altijd onomstreden. Van Riel was een zeer belezen en scherp debater. Achter de schermen bij de VVD werd zijn invloed steeds groter. Hij gaf advies bij kabinetsformaties en schoof in 1971 de jonge Hans Wiegel naar voren als nieuwe leider van de VVD in de Tweede Kamer.
Van Riel nam in 1976 ontslag als Eerste Kamerlid, omdat hij zich niet kon verenigen met het abortusstandpunt van zijn partij; de VVD wilde door middel van een abortuswet legalisering.

## Publicaties
- De Goorspraken van Drenthe 1565-1566 (1926)
- Geschiedenis der Provinciale Staten van Zuid-Holland 1850-1914 (1979)
- Geschiedenis van het Nederlandse liberalisme in de 19e eeuw (1981)